# Nuevo diccionario de la lengua castellana
El Nuevo diccionario de la lengua castellana es una obra lexicográfica del valenciano Vicente Salvá (1786-1849), publicada el año 1846. El autor lleva a cabo una extensa labor de adicionador sobre la 9.ª edición del DRAE, de 1843, hasta el punto de que es considerada una obra distinta y totalmente original, ya que no se limita a corregir los errores del diccionario académico, también añade artículos propios y distintas acepciones y ordena y clarifica las definiciones.
El Nuevo diccionario de la lengua castellana constituye la obra de madurez de Salvá, en la que se recoge su interés por el léxico y el trabajo de toda su vida, dedicado al perfeccionamiento del diccionario como instrumento lexicográfico. Su exhaustiva y rigurosa labor convirtieron su obra en fuente referencial de muchos diccionarios posteriores.

## Contextualización en la historia de la lexicografía
El siglo XIX supone uno de los periodos más fructíferos para la lexicografía monolingüe en español. A partir del segundo cuarto de siglo, entre 1842 y 1853, aparecen un gran número de obras, colectivas e individuales, que tienen como denominador común estar realizadas al margen de la Real Academia Española, la cual, desde su fundación en 1713, había monopolizado la producción lexicográfica en lengua castellana.
En la competición que los nuevos autores establecen con la RAE no faltaban las duras críticas de diversos tipos hacia los últimos trabajos de la Academia, especialmente hacia la 8ª (1837) y 9ª (1843) edición de su Diccionario, al que recriminan su conservadurismo léxico respecto al uso real de la lengua del momento, y la brevedad de su repertorio. Consecuencia directa de este enfrentamiento es que la carta de presentación de la gran mayoría de estas obras fue la superación del caudal léxico del DRAE, si bien, todas ellas, sin excepción, se sirven de este mismo texto como principal fuente de sus trabajos, hecho que no siempre se reconocía.
El movimiento extra-académico encontró un fuerte impulso en Francia, donde se desarrolló una actividad lexicográfica comercial de carácter privado muy importante. Muchos intelectuales españoles exiliados en el país vecino, es el caso de Salvá, intentaron imitar en España esta corriente. Las características, calidad y éxito de todas estas obras no académicas fueron muy diversas. Pero sin duda, todas contribuyeron a dar pluralismo a las creaciones de diccionarios en lengua española, lo que permitió la consolidación del diccionario como género didáctico moderno.

## La aportación lexicográfica de Vicente Salvá en el «Nuevo diccionario»
Vicente Salvá es considerado el lexicógrafo, en lengua castellana, mejor preparado del siglo XIX y el que elevó esta disciplina a la modernidad al dotarla de una metodología de trabajo basada en una escrupulosa rigurosidad y precisión.
En la «Introducción del adicionador» de su Nuevo diccionario de la lengua castellana Salvá expone un compendio de los principios teóricos de su doctrina lexicográfica:

Un lexicógrafo nunca debe manifestar sus propensiones ni sus modos de pensar en materias políticas y religiosas, ni ménos ridiculizar ó condenar como errores las doctrinas que siguen varones muy doctos, un gran número de personas de naciones ilustradas y la mayoría de algunas muy cultas. Le incumbe sólo definir á Preadamita y Selenita de modo que pueda entenderse con claridad lo que significan estos nombres, cuando se encuentran en los libros que impugnan ó sostienen su existencia, ó se mencionan por incidente ó por hipótesis; sin extenderse nunca á calificar de erróneos los sistemas que hay ó ha habido sobre particular. Este es el mejor medio para que sea leído por un largo período y por personas de todos los países y de diversas opiniones, y el más seguro para no equivocarse.
Vicente Salvá

Salvá defiende el principio de objetividad en el tratamiento de la información y en la definición. Como autor jamás consiente la intromisión de elementos ideológicos ajenos al contenido propio de la definición. No se deja guiar por la corriente generalizada de condena fácil e injustificada del DRAE asentada en valores subjetivos y poco científicos; las críticas del valenciano siempre están basadas en una minuciosa labor de revisión y contraste del texto académico.
De este modo se asiste a la profesionalización del trabajo del lexicógrafo. Salvá no realiza una mera rectificación de la obra en la que se basa, sino que incorpora sus aportaciones originales al cuerpo del texto académico. Pero en coherencia con su política de máxima objetividad, deslinda claramente sus contribuciones personales del resto del texto de la RAE, a través de un sencillo sistema de marcas que explica en otro punto de su «Introducción del adicionador».
Otro ejemplo del rigor del valenciano es el título completo de la obra: Nuevo diccionario de la lengua castellana que comprende la última edición íntegra, muy rectificada y mejorada del publicado por la Academia Española y unas veintiséis mil voces, acepciones, frases y locuciones, entre ellas muchas americanas, añadidas por don Vicente Salvá. Desde la objetividad el autor se sabe deudor del DRAE y no puede calificar de errónea una obra tan importante, realizada por eminentes lingüistas y única fuente lexicográfica hasta ese momento. Pero esa misma honestidad y su compromiso con el perfeccionamiento de la lexicografía como ciencia, le impulsan también a enumerar las deficiencias del texto académico.
Una de esas críticas hace hincapié en el excesivo conservadurismo de la institución, al no admitir usos y voces completamente consolidados en la lengua culta y general; también denuncia la falta de actualidad en las definiciones de algunos términos. Salvá defiende una función pedagógica general del diccionario por encima de lo estrictamente lingüístico, es decir, el diccionario ha de ser un instrumento eficaz para enfrentarse a las novedades del presente, pero también ha de constituir un valioso legado para comprender las claves del pasado y las dificultades derivadas de las diferencias dialectales. Con esta concepción totalizadora lo que se intenta es tanto abarcar la realidad lingüística, como la extralingüística, del contexto sociocultural del diccionario y satisfacer las expectativas de una variada comunidad de usuarios.
Para suplir las carencias que a este respecto prensenta el DRAE Salvá incorpora en su texto nuevo léxico en el que dominan tres campos: los neologismos y tecnicismos de uso generalizado; los vocablos antiguos para facilitar el acceso del lector a los textos clásicos y, por último, el más novedoso, el de los americanismos, que, por primera vez en la historia de la lexicografía monolingüe en lengua castellana, se incorporaban de forma masiva al grueso del diccionario general. Por tanto, el diccionario tiene carácter descriptivo, confirmado por la amplitud de criterios en la selección del repertorio léxico, más orientada hacia el uso real de la lengua que hacia lo meramente normativo. Este punto dota a su obra de una gran modernidad.
La objetividad y el rigor en el trabajo se comprueban fácilmente tras la observación de su metodología. Para Salvá, la primera condición para emprender la obra de un diccionario es la profesionalidad. El lexicógrafo ha de estar respaldado por una sólida preparación y ha de trabajar sobre una buena base documental, que como autoridad sea una garantía de lo que allí pone para el lector.
Todos los aspectos de su obra están minuciosamente puntualizados y responden a una gran labor de planificación, un ejemplo es el cuidadoso orden de prelación de las definiciones en el articulado del diccionario o la calidad formal de las mismas, que como el autor indica deben ser ante todo concisas y claras, sin caer en lo sinonímico.
Salvá inició su Nuevo diccionario de la lengua castellana con la pretensión de hacer un diccionario total y en el desarrollo de esta labor asentó las bases de lo que sería la lexicografía del siglo XX: extensión de la obra, admisión de voces de otras épocas, de diversos niveles de lengua y de diferente procedencia dialectal y, por último, y como más caracterizador, la exactitud, rigor, sistematicidad y objetividad en el trabajo. No resulta exagerado afirmar que Vicente Salvá es uno de los autores más importantes y representativos de la corriente lexicográfica del siglo XIX.